# Rodolfo Traversa
Rodolfo Traversa (Torino, 2 luglio 1937) è un attore e doppiatore italiano.

## Biografia
Traversa inizia l'attività di attore nel 1962, entrando in due compagnie della sua città natale: quella teatrale "Il Teatro delle Dieci" e quella di prosa radiofonica della Rai diretta da Ernesto Cortese. Nel corso del decennio recita (principalmente in ruoli secondari) in vari spettacoli teatrali, radiodrammi (anche per la RSI) e sceneggiati televisivi.
Nel 1972 si trasferisce a Roma e due anni dopo diviene socio della C.V.D., lavorando alla versione italiana di Quel pomeriggio di un giorno da cani in cui doppia John Cazale nel ruolo del rapinatore Salvatore Naturale. Negli anni successivi doppia diversi film di rilievo, sia in ruoli da protagonista che di contorno, lavorando occasionalmente anche per altre società. Ma è sempre con la C.V.D. che ottiene uno dei ruoli per cui è maggiormente ricordato, dando voce ad Anthony Daniels nella trilogia originale di Guerre stellari nel ruolo del droide dorato C-3PO. Alla fine degli anni ottanta, a seguito di una causa di lavoro da lui intentata, viene espulso dalla C.V.D. e da allora doppia quasi esclusivamente personaggi secondari. La sua ultima apparizione su schermo è nel film del 1993 Marco, Nicola e Batticuore, mentre continua a recitare occasionalmente a teatro.

## Filmografia

### Televisione
- I promessi sposi, regia di Sandro Bolchi – miniserie TV (1967)
- Gulliver, regia di Carla Ragionieri – miniserie TV (1969)[4]
- La filibusta, regia di Beppe Recchia – miniserie TV (1969)[5]
- La guerra al tavolo della pace, regia di Paolo Gazzara e Massimo Sani – miniserie TV (1975)
- Il corvo, regia di Alessandro Brissoni – miniserie TV (1976)[6]
- Il mostro turchino, regia di Alessandro Brissoni – miniserie TV (1976)
- La donna serpente, regia di Alessandro Brissoni – miniserie TV (1976)
- Lo scandalo della Banca Romana, regia di Luigi Perelli – miniserie TV (1977)
- Storie della camorra, regia di Paolo Gazzara – miniserie TV (1978)
- Il fascino dell'insolito – serie TV, episodio 2x03 (1981)
- Le milanesi, regia di Paolo Poeti – film TV (1981)[7]
- L'occhio di Giuda, regia di Paolo Poeti – miniserie TV (1982)[8]
- Aeroporto internazionale – serie TV, episodio 1x02 (1985)
- Vincenzo Bellini, regia di Lorenzo Salveti – miniserie TV (1985)[9]

### Cinema
- Una notte, un sogno, regia di Massimo Manuelli (1988)
- Bachi da seta, regia di Gilberto Visintin (1988)
- Marco, Nicola e Batticuore, regia di Franco Villa (1993)

## Doppiaggio

### Cinema
- Anthony Daniels in Guerre stellari, L'Impero colpisce ancora, Il ritorno dello Jedi
- Tony Roberts in Io e Annie, Una commedia sexy in una notte di mezza estate, Hannah e le sue sorelle
- Harry Dean Stanton in Soldato Giulia agli ordini, Christine - La macchina infernale
- Ian Holm in Alien
- Anthony Hopkins in Magic - Magia
- John Cazale in Quel pomeriggio di un giorno da cani
- Keith Carradine in Pretty Baby
- Christopher Plummer in Una strada, un amore
- William Daniels in Laguna blu
- Tom Noonan in Manhunter - Frammenti di un omicidio
- Stefan Gierasch in Carrie - Lo sguardo di Satana
- Richard Briers ne L'opera del seduttore
- Leon Vitali in Barry Lyndon
- David Warner ne Il presagio
- John Hillerman in Audrey Rose
- Paul Guilfoyle in Dealers
- William Russ in Cruising
- George R. Robertson in Scuola di polizia
- George Furth ne La corsa più pazza d'America
- William Schallert in Ai confini della realtà
- Michael Ensign in Ghostbusters - Acchiappafantasmi
- Louis Gossett Jr. in Il mio nemico
- Wally Taylor in Il coraggio di uccidere
- Leslie Howard in Via col vento (ridoppiaggio)
- Peter Böhlke in Toto le héros - Un eroe di fine millennio
- Nelson Xavier in Donna Flor e i suoi due mariti
- Jim James ne L'ultimo combattimento di Chen
- Kenichi Hagiwara in Kagemusha - L'ombra del guerriero
- Haruhiko Yamanouchi in Endgame - Bronx lotta finale
- Bruce Kirby in Stand by me - Ricordo di un'estate
- Grant Cowan in Scuola di polizia 3 - Tutto da rifare
- Frank Hoyt Taylor ne Il diritto di contare
- J.C. Quinn in Gunny
- Robert J. Jones Jr. ne La maledizione di Damien
- Tommy Bush in Convoy - Trincea d'asfalto
- David Menahem in Delta Force
- Kevin Conway ne Gli occhi del delitto
- Milton Gonçalves in Pelé
- Matthew Posey ne I magnifici 7
- Björn Granath in Kingsman - Il cerchio d'oro
- Mikaël Wattincourt in Grandi bugie tra amici
- Anders Hove in Paziente 64 - Il giallo dell'isola dimenticata
- Terence Stamp in Ultima notte a Soho
- Steven Berkoff in Creation Stories - L'uomo che scoprì gli Oasis
- Alan Arkin in Sherlock Holmes - Soluzione settepercento

### Film d'Animazione
- Skeletor ne Il segreto della spada
- Gennosuke Yumi in Mazinga Z Infinity
- Mr. Cacca in Emoji - Accendi le emozioni
- Signor Rabbit in Peter Rabbit
- Intendente ne Il faraone, il selvaggio e la principessa
- Re di Dorrente in Lupin III - Prigioniero del passato

### Televisione
- Gregory Sierra, Jack Kehoe e Bob Balaban in Miami Vice
- Christopher Plummer ne I boss del dollaro
- Nicol Williamson in Cristoforo Colombo
- Al Freeman Jr. in Radici - Le nuove generazioni
- Robert Etcheverry in Missione Marchand
- Robert Englund in V - Visitors
- John Bennett Perry in 240-Robert
- Louis Gossett Jr. ne La sindrome di Lazzaro
- Ary Fontoura in Adamo contro Eva
- Ralph Arliss ne La corona del diavolo
- Benjamin Whitrow in Troilo e Cressida
- Harris Yulin in Billions
- Ramon Hilario ne Il metodo Kominsky
- Alan Alda in The Good Fight

### Serie animate
- Skeletor in He-Man e i dominatori dell'universo (1ª voce st. 2) e She-Ra, la principessa del potere
- Boss Artiglio ne L'ispettore Gadget (primo doppiaggio)
- Kongming in Getter Robot Arc

### Videogiochi
- Hydargos in UFO Robot Goldrake: Il banchetto dei lupi[10]

## Prosa radiofonica

### Rai
- L'incontro, regia di Ernesto Cortese (1963)[11]
- Il ponte di San Luis Rey, regia di Ernesto Cortese (1963)[12]
- L'uomo col cervello d'oro, regia di Ernesto Cortese (1963)[13]
- A piedi nudi, regia di Filippo Crivelli (1969)[14]
- Quo vadis?, regia di Ernesto Cortese (1972)[15]
- Ad ovest di Suez, regia di Massimo Manuelli (1973)[16]
- Gli occhi tristi di Guglielmo Tell, regia di Ernesto Cortese (1973)[17]
- Hans Kohlhaas, regia di Massimo Manuelli (1975)[18]
- Ruffo '60, regia di Paolo e Vittorio Taviani (1975)[19]
- Camerati, regia di Mario Missiroli (1975)[20]
- Selvaggi, regia di Massimo Manuelli (1975)[21]
- La spada di Damocle, regia di Massimo Manuelli (1977)[22]
- Svanevit, regia di Lorenzo Salveti (1979)[23]
- La coppa d'oro, regia di Sandro Sequi (1981)[24]
- Un ebreo nel fascismo, regia di Gilberto Visintin (1982)[25]
- È autunno, signora e ti scrivo da Mosca, regia di Vittorio Ottino (1982)[26]

### RSI
- L'esperimento del dottor Brandley, regia di Vittorio Ottino (1968)[27]
- Il traghetto della speranza, regia di Vittorio Ottino (1970)[28]
- Ballata della vita sepolta, regia di Massimo Binazzi (1971)[29]
- Un pugno di polvere, regia di Vittorio Ottino (1971)[30]
- Il conciliatore, regia di Vittorio Ottino (1971)[31]
- Ignacio e Bolivar, regia di Vittorio Ottino (1971)[32]
- In che giorno verrà, regia di Umberto Benedetto (1971)[33]
- L'amore delle tre melarance, regia di Alessandro Brissoni (1974)[34]

## Opere
- Detti mai detti. Celebrazione delle celebrità, Torino, Il Quadratino, 1967.
- Santistorie. Celebrazione dell'agiografia, Torino, Il Quadratino, 1969.
- Scampoli. Epigrammi e aforismi di un disillusionista, Firenze, L'Autore Libri Firenze, 2012, ISBN 978-8851725921.